# Радогощинское сельское поселение
Радогощинское се́льское поселе́ние — упразднённое муниципальное образование на территории Бокситогорского района Ленинградской области. Административным центром являлась деревня Радогощь.

## Географические данные
Площадь поселения составляла 123 493 га. 
Располагалось в северо-восточной части района, граничило с Тихвинским районом и Бабаевским районом Вологодской области.
Расстояние от административного центра поселения до районного центра составляло 121 км.

## История
В середине XIX века в составе Тихвинского уезда Санкт-Петербургской губернии была образована Борисовщинская волость с центром в деревне Радогощь.
В начале 1920-х годов в составе Борисовщинской волости был образован Радогощинский сельсовет.
В августе 1927 года Радогощинский сельсовет вошёл в состав Ефимовского района Ленинградской области.
В ноябре 1928 года к сельсовету был присоединён Сташковский сельсовет.
В феврале 1931 года сельсовету присвоен статус вепсовского национального.
По состоянию на 1933 год в Радогощинский сельсовет входили 11 населённых пунктов, население — 1400 чел.
20 октября 1939 года Радогощинский сельсовет вновь был преобразован в обычный сельсовет.
12 января 1965 года был упразднён Ефимовский район, Радогощинский сельсовет был передан Бокситогорскому району.
По состоянию на 1990 год в состав Радогощинского сельсовета вошли Абрамогорский и Пожарищенский сельсоветы.
18 января 1994 года постановлением главы администрации Ленинградской области № 10 «Об изменениях административно-территориального устройства районов Ленинградской области» Радогощинский сельсовет, также как и все другие сельсоветы области, был преобразован в Радогощинскую волость.
1 января 2006 года в соответствии с областным законом № 78-оз от 26 октября 2004 года «Об установлении границ и наделении соответствующим статусом муниципального образования Бокситогорский муниципальный район и муниципальных образований в его составе» было образовано Радогощинское сельское поселение, в его состав вошли территории бывших Радогощинской и Сидоровской волостей.
В мае 2019 года Радогощинское сельское поселение вошло в состав Ефимовского городского поселения.

## Население
| 2006 | 2010 | 2011 | 2012 | 2013 | 2014 | 2015 |
| ---- | ---- | ---- | ---- | ---- | ---- | ---- |
| 600  | ↘462 | ↘460 | ↗471 | →471 | ↗476 | ↘417 |
| 2016 | 2017 | 2018 | 2019 |      |      |      |
| ↘360 | ↘336 | ↘325 | ↘302 |      |      |      |

## Населённые пункты
В состав поселения входят 27 населённых пунктов:
| №  | Населённый пункт | Тип населённого пункта          | Население   |
| -- | ---------------- | ------------------------------- | ----------- |
| 1  | Абрамова Гора    | деревня                         | ↘0 (2017)   |
| 2  | Амосова Гора     | деревня                         | →0 (2017)   |
| 3  | Белая            | деревня                         | ↘12 (2017)  |
| 4  | Белячиха         | деревня                         | →6 (2017)   |
| 5  | Боброзеро        | деревня                         | ↗23 (2017)  |
| 6  | Бор              | посёлок                         | ↗6 (2017)   |
| 7  | Борисовщина      | деревня                         | ↘1 (2017)   |
| 8  | Бочево           | деревня                         | →7 (2017)   |
| 9  | Дмитрово         | деревня                         | ↘1 (2017)   |
| 10 | Койгуши          | деревня                         | →1 (2017)   |
| 11 | Корвала          | деревня                         | ↗14 (2017)  |
| 12 | Корталы-Усадище  | деревня                         | →0 (2017)   |
| 13 | Красноборский    | посёлок                         | ↘14 (2017)  |
| 14 | Красный Бор      | деревня                         | ↗4 (2017)   |
| 15 | Лахта            | деревня                         | ↘2 (2017)   |
| 16 | Окулово          | деревня                         | ↘0 (2017)   |
| 17 | Остров           | деревня                         | →0 (2017)   |
| 18 | Петрово          | деревня                         | ↘2 (2017)   |
| 19 | Пожарище         | деревня                         | ↘3 (2017)   |
| 20 | Прокушево        | деревня                         | ↘2 (2017)   |
| 21 | Пудрино          | деревня                         | →0 (2017)   |
| 22 | Пятино           | деревня                         | →3 (2017)   |
| 23 | Радогощь         | деревня, административный центр | ↗331 (2017) |
| 24 | Саньков Бор      | деревня                         | ↘0 (2017)   |
| 25 | Сидорово         | деревня                         | ↘21 (2017)  |
| 26 | Тедрово          | деревня                         | ↗2 (2017)   |
| 27 | Чайгино          | деревня                         | ↗2 (2017)   |